# Paratanus brevicapitus
Paratanus brevicapitus är en insektsart som beskrevs av Cheng 1980. Paratanus brevicapitus ingår i släktet Paratanus och familjen dvärgstritar. Inga underarter finns listade i Catalogue of Life.